# 西南医院
西南医院（陆军军医大学西南医院），位于中国重庆市沙坪坝区高滩岩正街30号，隶属中国人民解放军陆军军医大学。

## 简介
西南医院的前身是南京国民政府1929年建于南京的中央医院，1941年随蒋中正政府迁到重庆。1949年11月30日，中国人民解放军接管重庆的中央医院。1950年10月15日，西南军区后勤卫生部秘字第139号令，决定正式将中央医院改编为西南医院。1950年12月3日举行命名典礼。刚命名的西南医院由张方贤、梁玉堂任副院长。1950年11月，归隶西南军政委员会卫生部领导。
1953年5月26日，根据中共中央西南局的决定，西南军区后勤卫生部下达0017号指示，决定自1953年6月1日起将西南医院改隶中国人民解放军第七军医大学领导，西南第一护士学校附属西南医院领导不变。改隶中国人民解放军第七军医大学领导后，该医院沿称西南医院，相当于师级单位。
1955年6月，改称中国人民解放军第七军医大学第一附属医院（对外仍然称西南医院）。1956年8月，陆军第四十八医院并入第七军医大学，与第七军医大学第一附属医院合并，经调整改设为中国人民解放军第七军医大学附属内科医院和中国人民解放军第七军医大学附属外科医院。1958年1月，重新合并为中国人民解放军第七军医大学第一附属医院。第七军医大学更名为第三军医大学后，该医院随之更名为中国人民解放军第三军医大学第一附属医院。2017年，更名中国人民解放军陆军军医大学第一附属医院。
西南医院在烧伤、感染病、肝胆、微创外科、整形外科、医学检验、康复理疗等学科的综合实力位居中华人民共和国国内前列。
2002年，通过英国标准协会（BSI）的ISO9001质量管理体系认证。2007年，获评为全国“首批数字化试点示范医院”。2010年，通过国际SIDCER伦理认证。2012年，获评为首批研究型医院建设试点医院。2014年，获评为军队研究型医院建设示范单位。